# Biskupi wrocławscy

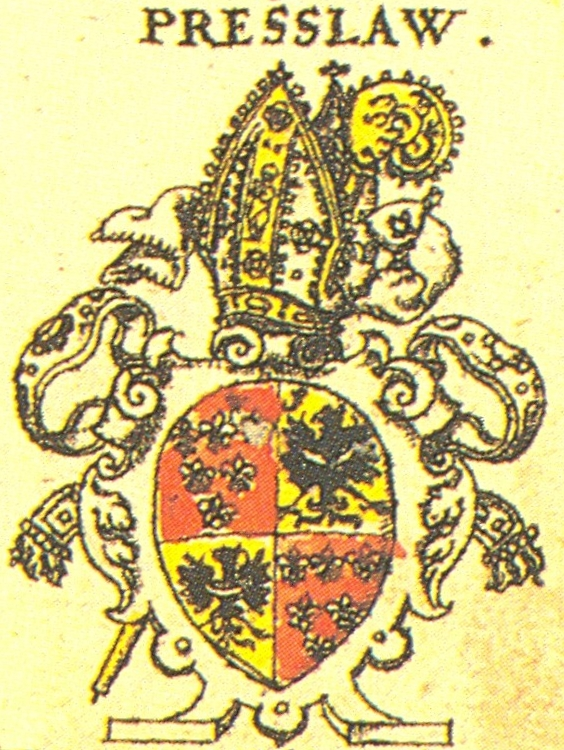
Herb biskupów

Biskupi wrocławscy – biskupi diecezjalni i biskupi pomocniczy diecezji wrocławskiej (od 1930 archidiecezji).

## Biskupi

### Biskupi diecezjalni
Diecezja wrocławska, utworzona na zjeździe gnieźnieńskim w 1000 roku, upadła w wyniku tzw. reakcji pogańskiej (1031/1032) i najazdu czeskiego księcia Brzetysława I (1038). Obrabowano i zburzono niedawno wzniesioną katedrę, a na jej gruzach wzniesiono świątynię pogańską. Zniszczone lub wywiezione zostały księgi diecezji przez co wczesne dzieje diecezji z czasów pierwszego biskupa Jana są nieznane. Upadła również dawna struktura administracyjna. Cały Śląsk znalazł się w granicach Czech, a biskup praski Sewer planował włączenie regionu do swojej diecezji praskiej. Choć po stronie Polaków wystąpił w 1039 król niemiecki Henryk III Salicki, ostatecznie, podczas arbitrażu w 1041 uznał on zabór Śląska przez Czechów za fakt dokonany, choć niewykluczone, że Polsce zwrócono jakąś część tego regionu. Książę polski Kazimierz Odnowiciel dążył do odzyskania terenów zagarniętych przez Czechy i do odnowienia diecezji wrocławskiej. Wysiłki te po kilku latach przyniosły rezultat. Prawdopodobnie na synodzie w Moguncji w październiku 1049 papież Leon IX zgodził się na reaktywowanie diecezji na Śląsku, być może podporządkowując ją metropolii magdeburskiej. Rok później, w wyniku wojny polsko-czeskiej Śląsk został odzyskany, choć na mocy decyzji cesarza Henryka III z 1054 Polska musiała Czechom płacić czynsz z tego terytorium.
W roku 1051 Kazimierz Odnowiciel pierwszym biskupem restytuowanej diecezji śląskiej mianował Hieronima. Rozpoczął on wprawdzie odbudowę katedry wrocławskiej, jednak jego siedzibą był najprawdopodobniej nie Wrocław, lecz Ryczyn. Pochodził on z okolic Kolonii.
| Lata urzędowania | Biskup | Biskup                                 | Uwagi |
| ---------------- | ------ | -------------------------------------- | --- |
| 1000–?           |        | Jan                                    | |
| 1051–1062        |        | Hieronim                               | prawdopodobnie rezydował w Ryczynie                                                                                      |
| 1063−1072        |        | Jan I                                  | |
| 1074−1111        |        | Piotr I                                | W 1075 prawdopodobnie siedzibę diecezji przeniesiono do Wrocławia                                                        |
| 1112−1120        |        | Żyrosław I                             | |
| 1120−1126        |        | Heymo                                  | |
| 1126−1140        |        | Robert I                               | |
| 1140−1142        |        | Robert II                              | następnie biskup diecezjalny krakowski                                                                                   |
| 1142−1146        |        | Konrad                                 | |
| 1146−1149        |        | Jan Gryfita                            | następnie arcybiskup metropolita gnieźnieński                                                                            |
| 1149−1169        |        | Walter z Malonne                       | |
| 1170/1171−1198   |        | Żyrosław II                            | |
| 1198−1201        |        | Jarosław opolski                       | |
| 1201−1207        |        | Cyprian                                | |
| 1207−1232        |        | Wawrzyniec                             | |
| 1232−1268        |        | Tomasz I                               | |
| 1268−1270        |        | Władysław wrocławski                   | administrator apostolski, jednocześnie arcybiskup metropolita Salzburga                                                  |
| 1270−1292        |        | Tomasz II Zaremba                      | |
| 1292−1301        |        | Jan Romka                              | |
| 1302−1319        |        | Henryk z Wierzbna                      | |
| 1319−1326        |        | Wit de Habdank                         | biskup elekt |
| 1319−1326        |        | Lutold z Kromieryża                    | biskup elekt |
| 1326−1341        |        | Nanker                                 | |
| 1342−1376        |        | Przecław z Pogorzeli                   | |
| 1382−1417        |        | Wacław II legnicki                     | |
| 1417−1447        |        | Konrad IV Starszy                      | |
| 1447−1456        |        | Piotr II Nowak                         | |
| 1456−1467        |        | Jodok z Rożemberka                     | |
| 1468−1482        |        | Rudolf von Rüdesheim                   | |
| 1482−1506        |        | Jan IV Roth                            | |
| 1506−1520        |        | Jan V Thurzo                           | |
| 1520−1539        |        | Jakub von Salza                        | umożliwił rozwój reformacji na Śląsku                                                                                    |
| 1539−1562        |        | Baltazar von Promnitz                  | zwolennik reformacji |
| 1562−1574        |        | Kaspar von Logau                       | |
| 1574−1585        |        | Marcin Gerstmann                       | |
| 1586−1596        |        | Andreas Jerin                          | |
| 1596−1599        |        | Bonawentura Hahn                       | biskup elekt |
| 1599−1600        |        | Paweł Albert                           | biskup elekt |
| 1600−1608        |        | Jan VI von Sitsch                      | |
| 1608−1624        |        | Karol Habsburg                         | |
| 1625−1655        |        | Karol Ferdynand Waza                   | od 1640 również biskup diecezjalny płocki                                                                                |
| 1656−1662        |        | Leopold Wilhelm Habsburg               | |
| 1663−1664        |        | Karol Józef Habsburg                   | jednocześnie biskup diecezjalny ołomuniecki i pasawski                                                                   |
| 1665−1671        |        | Sebastian von Rostock                  | |
| 1671−1682        |        | Friedrich von Hessen                   | kardynał |
| 1683−1732        |        | Franz Ludwig von Pfalz-Neuburg         | jednocześnie w latach 1716–1729 arcybiskup Trewiru, od 1694 biskup diecezjalny Wormacji, od 1729 arcybiskup Moguncji     |
| 1732−1747        |        | Philipp Ludwig von Sinzendorf          | kardynał |
| 1747−1795        |        | Philipp Gotthard von Schaffgotsch      | |
| 1795−1817        |        | Joseph Christian Hohenlohe-Bartenstein | |
| 1824−1832        |        | Emmanuel von Schimonsky                | |
| 1836−1840        |        | Leopold von Sedlnitzky                 | |
| 1843−1844        |        | Joseph Knauer                          | |
| 1845−1853        |        | Melchior von Diepenbrock               | kardynał |
| 1853−1881        |        | Heinrich Förster                       | |
| 1882−1886        |        | Robert Herzog                          | |
| 1887−1914        |        | Georg von Kopp                         | kardynał |
| 1914−1945        |        | Adolf Bertram                          | od 1930 arcybiskup metropolita, kardynał                                                                                 |
|                  |        | Bolesław Kominek                       | delegat Prymasa Polski w latach 1956−1967, administrator apostolski w latach 1967−1972, następnie arcybiskup metropolita |
| 1972−1974        |        | Bolesław Kominek                       | arcybiskup metropolita, kardynał                                                                                         |
| 1976−2004        |        | Henryk Gulbinowicz                     | arcybiskup metropolita, kardynał                                                                                         |
| 2004–2013        |        | Marian Gołębiewski                     | arcybiskup metropolita                                                                                                   |
| od 2013          |        | Józef Kupny                            | arcybiskup metropolita                                                                                                   |

### Biskupi pomocniczy
| Lata urzędowania  | Biskup | Biskup                                   | Uwagi |
| ----------------- | ------ | ---------------------------------------- | --- |
| ok. 1255−ok. 1260 |        | Wit                                      | następnie biskup pomocniczy poznański |
| ?–ok. 1268        |        | Salwiusz                                 | następnie biskup diecezjalny Trebinje, późniejszy arcybiskup metropolita Dubrownika |
| 1270–ok. 1275     |        | Herbord                                  | |
| XIII w.           |        | Iwan                                     | |
| ok. 1299          |        | Paweł                                    | następnie biskup pomocniczy gnieźnieński |
| ok. 1303–?        |        | Mikołaj                                  | |
| ok. 1303–?        |        | Hartung                                  | |
| 1307−ok. 1325     |        | Paweł z Bancz                            | |
| 1339−1345         |        | Stefan                                   | |
| 1346−1365         |        | Franciszek Rothwitz                      | |
| 1350−1378         |        | Tomasz                                   | |
| 1361−1370         |        | Maciej ze Środy                          | |
| 1365−1398         |        | Dersław Schwenkfeld                      | |
| 1398−1411         |        | Mikołaj z Bolesławia                     | |
| 1405−1435         |        | Bernard z Wrocławia                      | |
| 1412−ok. 1430     |        | Tilmann Wessel                           | |
| 1431−1446         |        | Jan Panwitz                              | |
| XV w.             |        | Wilhelm z Polski                         | wcześniej biskup pomocniczy ołomuniecki |
| 1446−1470         |        | Jan Erler                                | |
| 1447−1449         |        | Bernard                                  | następnie biskup pomocniczy poznański |
| 1454−1457         |        | Franciszek Kuhschmalz                    | |
| 1456−1466         |        | Jan Pelletz                              | |
| 1476−1504         |        | Jan Ambrosii                             | |
| 1492–1510         |        | Jan Filipec                              | |
| 1505–1538         |        | Heinrich Füllstein                       | |
| 1539−1545         |        | Johann Thiel                             | |
| 1577−1602         |        | Adam Weisskopf                           | |
| 1604−1613         |        | Georg Scultetus                          | |
| 1614–1615         |        | Franz Ursinus                            | |
| 1617−1624         |        | Martin Kolsdorf                          | |
| 1626−1661         |        | Johann Balthasar Liesch von Hornau       | Wsławił się niezwykłym okrucieństwem i bezwzględnością w zwalczaniu rzekomych czarów. W tym celu doprowadził do wybudowania specjalnego pieca w którym spalono co najmniej 27 kobiet oskarżonych o czary. |
| 1641−1646         |        | Kasper Karas                             | |
| 1662−1693         |        | Karl Franz Neander von Petersheide       | |
| 1694−1703         |        | Johann Brunetti                          | |
| 1703–1718         |        | Stefan Antoni Mdzewski                   | |
| 1704−1706         |        | Franz Engelbert Barbo                    | |
| 1709−1714         |        | Anton Ignaz Müntzer                      | |
| 1714−1742         |        | Elias Daniel Sommerfeld                  | |
| 1743−1760         |        | Franz Dominik Almesloe                   | |
| 1761−1781         |        | Jan Maurycy Strachwitz                   | w latach 1766–1781 wikariusz apostolski dla diecezji wrocławskiej (w granicach Królestwa Prus) |
| 1781−1805         |        | Anton Ferdinand von Rothkirch und Panten | w latach 1781−1795 wikariusz apostolski dla diecezji wrocławskiej (w granicach Królestwa Prus) |
| 1798−1823         |        | Emmanuel von Schimonsky                  | następnie biskup diecezjalny wrocławski |
| 1826−1830         |        | Karl Aulock                              | |
| 1831−1835         |        | Joseph Schuberth                         | |
| 1838−1857         |        | Daniel Latussek                          | |
| 1858−1860         |        | Bernard Bogedain                         | |
| 1861−1875         |        | Adrian Włodarski                         | |
| 1875−1900         |        | Hermann Gleich                           | |
| 1883−1891         |        | Franciszek Śniegoń                       | |
| 1900−1911         |        | Heinrich Marx                            | |
| 1910−1919         |        | Karl Augustin                            | |
| 1920−1940         |        | Walenty Wojciech                         | |
| 1923−1929         |        | Josef Deitmer                            | |
| 1940−1946         |        | Joseph Ferche                            | następnie biskup pomocniczy koloński |
| 1957−1974         |        | Andrzej Wronka                           | do 1967 formalnie biskup pomocniczy gnieźnieński |
| 1960−1983         |        | Wincenty Urban                           | do 1967 formalnie biskup pomocniczy gnieźnieński |
| 1962−1973         |        | Paweł Latusek                            | do 1967 formalnie biskup pomocniczy gnieźnieński |
| 1973−1978         |        | Józef Marek                              | |
| 1977−1992         |        | Tadeusz Rybak                            | następnie biskup diecezjalny legnicki |
| 1978−1992         |        | Adam Dyczkowski                          | następnie biskup pomocniczy legnicki, późniejszy biskup diecezjalny zielonogórsko-gorzowski |
| 1985−2000         |        | Józef Pazdur                             | |
| 1988−2004         |        | Jan Tyrawa                               | następnie biskup diecezjalny bydgoski |
| 1996−2012         |        | Edward Janiak                            | następnie biskup diecezjalny kaliski |
| 2006–2021         |        | Andrzej Siemieniewski                    | następnie biskup diecezjalny legnicki |
| od 2016           |        | Jacek Kiciński                           | |
| od 2022           |        | Maciej Małyga                            | |